# ماكس ألفارادو
ماكس ألفارادو هو ممثل فلبيني، ولد في 19 فبراير 1929 في مانيلا في الفلبين، وتوفي في 6 أبريل 1997 في مانيلا في الفلبين. من الجوائز التي نالها جائزة فاماس ‏.

## جوائز
- جائزة فاماس [الإنجليزية]‏

## وصلات خارجية
- ماكس ألفارادو على موقع IMDb (الإنجليزية)
- ماكس ألفارادو على موقع قاعدة بيانات الفيلم (الإنجليزية)